# Patriottische Alliantie
De Patriottische Alliantie (Engels: Patriotic Alliance, PA) is een radicaal-rechtse politieke partij in Zuid-Afrika, opgericht in november 2013 door onder andere de zakenlieden en veroordeelde criminelen Gayton McKenzie en Kenny Kunene. Na de verkiezingen van 2024 maakt de partij deel uit van de Zuid-Afrikaanse regering van nationale eenheid, samen met het Afrikaans Nationaal Congres (ANC), de Democratische Alliantie en andere partijen.